# هاري ميلور (لاعب كرة قدم)
هاري ميلور (بالإنجليزية: Harry Mellor)‏ (1895 ببلاكبول في المملكة المتحدة - ) هو لاعب كرة قدم بريطاني (وحمل سابقاً جنسية المملكة المتحدة لبريطانيا العظمى وأيرلندا) في مركز الهجوم. لعب مع New Mills A.F.C. ‏ ونادي نيلسون.